# Осада Норы
Осада Но́ры — осада остатков войск Эвмена Антигоном в крепости Нора, которая предположительно происходила около года в 319—318 годах до н. э.
После поражения при Оркинии Эвмен с остатками своего войска в 600—700 человек укрылся в неприступной крепости Нора. Во время последующей осады превосходящими по численности войсками Антигона Эвмен смог сохранить в должном состоянии боевой дух своих воинов. После снятия осады он смог быстро восстановить свои силы и продолжить военные действия против Антигона. Осада Норы стала примером успешной обороны против превосходящего по силам противника с полным сохранением военного потенциала.

## Предыстория
Во время Первой войны диадохов Эвмен был назначен стратегом-автократором в Малой Азии регентом Македонской империи Пердиккой. На этом посту Эвмен проявил себя талантливым военачальником, который разбил в двух сражениях армии Неоптолема и Кратера. После гибели Пердикки новый регент империи Антипатр поручил Антигону с царским войском разбить Эвмена и ещё одного сторонника Пердикки правителя Писидии Алкету. Эвмен не смог договориться с Алкетой об объединении войск. В сражении при Оркинии Эвмен был разбит Антигоном. С остатками своего войска в 600 или 700 человек, из которых было 500 всадников, Эвмен бежал в крепость Нору.
В источниках существует несколько версий о месторасположении Норы. Корнелий Непот поместил крепость во Фригию, Плутарх — на границу Каппадокии и Ликаонии, Страбон — Каппадокию. Согласно мнению большинства современных историков, речь идёт о крепости, которая во времена Страбона (ок. 64/63 годов до н. э. — ок. 23/24 годов н. э.) называлась Нероасс. Она находилась на юге Каппадокии в Таврских горах. Существуют также предположения, что Нора находилась неподалёку от современного города Эрегли, либо Вираншехир в Турции.
Среди множества проблем при реконструкции событий периода войн диадохов существует сложность их датировки. В современной историографии присутствуют три подхода к определению даты того или иного события войн диадохов, которые получили название «высокой» и «низкой» хронологии. Также Э. Ансон выделяет гибридный подход в датировке, который использует элементы «высокой» и «низкой» хронологий. По утверждению Э. Ансона, который датирует сражение при Оркинии и начало осады Норы 319-м годом до н. э., после исследования Т. Бойи «Between High and Low: A Chronology of the Early Hellenistic Period» в историографии при описании событий 321—318 годов до н. э. отдают предпочтение «низкой» хронологии. Соответственно, в историографии встречаются две датировки осады Норы — 319—318 годы до н. э. и 320—319 годы до н. э.

## Осада
Согласно Диодору Сицилийскому, крепость Нора была маленькой, не более двух стадиев (~370 м) в окружности на вершине неприступной горы. Согласно Плутарху, в самом начале осады Антигон предложил Эвмену переговоры. В качестве заложника в Нору отправили племянника Антигона Полемея. Согласно античным источникам, военачальники встретились как бывшие друзья, обнялись и начали переговоры. Беседа между Эвменом и Антигоном, все детали которой неизвестны, была долгой, но безрезультатной. Эвмен отказался выполнить требования Антигона и потребовал вернуть себе прежние владения Каппадокию и Пафлагонию, а также снять обвинения, по которым он был осуждён на смерть за смерть Кратера. По версии Диодора, Антигон переслал эти требования Антипатру. После провала переговоров Антигон приказал обнести Нору стеной, оставил часть войска для продолжения осады и направился с основными силами к Кретополю, где разбил войско Алкеты.
Эвмен со своим войском провёл зиму в Норе. Крепости не угрожала опасность взятия штурмом, а также имелось достаточное количество провизии. Основной проблемой для Эвмена стала поддержка в должном состоянии морального духа своих воинов, а также физического состояния лошадей. Эвмен стал показательно принимать ту же пищу, что и простые воины. Также мягким отношением он достиг расположения к себе со стороны войска. Эвмен приказал подвешивать лошадей в воздухе, после чего их начинали подгонять плетями. Раздражённые животные начинали бить ногами. Таким образом Эвмен смог поддержать физическое состояние лошадей в должном состоянии. Также он совершил несколько удачных вылазок против войск Антигона.
Диодор Сициийский упоминает посольство от Эвмена к регенту Македонской империи Антипатру, которое возглавил знаменитый историк Иероним Кардийский. Э. Ансон отмечал, что на момент отправки посольства положение Эвмена было безнадёжно. У него не было сил, чтобы прорвать осаду, а также не существовало ни одной силы, которая могла бы прийти к нему на помощь. Выход группы людей из окружённой крепости, по мнению историка, свидетельствует о согласии Антигона с отправкой посольства. Возможно, послы должны были обсудить с Антипатром условия капитуляции Эвмена. В таком случае в посольстве могли также входить представители Антигона во главе с Аристодемом. Как бы то ни было посольство оказалось полностью безрезультативным, так как Антипатр умер ещё до того, как послы прибыли в Македонию. Смерть Антипатра изменила расклад сил в регионе. Антигон после побед при Оркинии и Кретополисе решил оставить за собой Малую Азию. Окончательная победа над Эвменом перестала носить для Антигона какую-либо практическую ценность и он начал переговоры.
В целом античные источники одинаково передают обстоятельства самой осады, однако содержат противоречия относительно её завершения. Согласно Диодору Сицилийскому, после смерти Антипатра осада Норы для Антигона, который имел большие амбиции, потеряла какую-либо значимость. Она лишь отвлекала часть войск, которые можно было бы использовать на других театрах боевых действий. В связи с этим Антигон отправил к Эвмену в качестве посла Иеронима с призывом «забыть битвы, которые велись против него в Каппадокии, стать его другом и союзником, и получить подарки во много раз ценнее того, чем он ранее обладал и величайшую из сатрапий, и в общем быть первым из друзей Антигона и его соучастником в совместном предприятии». Далее Эвмен дал залог и клятву, о деталях которой Диодор умалчивает, и покинул Нору. Впоследствии он набрал новое войско и перешёл на сторону врагов Антигона.
Плутарх несколько по другому передаёт обстоятельства снятия осады. Согласно этому автору, Антигон через Иеронима предложил Эвмену перейти на свою сторону и принести присягу на верность. Эвмен несколько исправил текст присяги. В Антигоновой версии лишь для виду были упомянуты цари. Эвмен переписал текст таким образом, что первыми стояли имена македонских царей, матери Александра Олимпиады, а лишь затем Антигона. Согласно исправленному варианту, Эвмен обещал, что у него будут общие друзья и враги с македонскими царями. После этого он зачитал оба текста войску, а затем попросил решить, какая присяга более справедливая. Македоняне сочли более приемлемым второй вариант, после чего Эвмен принёс присягу и покинул Нору. Впоследствии Антигон сурово разбранил своих воинов, что они проявили своеволие и выпустили Эвмена. Корнелий Непот, при описании обстоятельств снятия осады, ограничился утверждением «[Эвмен] обманул Антигоновых офицеров и благополучно вышел на волю сам и вывел своих людей».
При сопоставлении двух версий, Э. Ансон отмечает их несогласованность. Диодор Сицилийский не пишет ни о каких обмане или хитрости со стороны Эвмена. Такое несоответствие историки могут объяснять как упущением со стороны Диодора, так и недостоверным дополнением истории со стороны Плутарха. Вторая версия, по мнению Э. Ансона, выглядит более убедительной. К тому же Диодор Сицилийский в качестве первоисточника использовал труд современника Эвмена и Антигона Иеронима Кардийского, в то время как Плутарх — Дурида Самосского. В отличие от Иеронима Дурид был склонен к беллетристике. Нельзя исключить, что впоследствии Эвмен заявлял, что не нарушал присяги на верность Антигону, а его слова в несколько изменённой форме нашли отображение в тексте Плутарха. Существует и противоположное мнение, что Эвмен знал или предполагал о последующей войне диадохов, в связи с чем и устроил хитрость с «присягой» на верность Антигону.
В целом версия Диодора, по мнению Э. Ансона, выглядит более правдоподобной. Историк отмечает, что Эвмен заключил мир с Антигоном на более благоприятных условиях, чем был готов принять в начале осады. Также, по его подсчётам, он перешёл на сторону врагов Антигона через три месяца после снятия осады.

## Последствия
Диодор Сицилийский утверждал, что осада длилась год. Э. Ансон датировал начало осады весной 319 года до н. э., а окончание — поздней зимой 318 года до н. э., то есть оценивал её продолжительность временным промежутком «до года». По мнению Д. В. Колосова, осада Норы вошла в анналы истории как пример успешной обороны против превосходящего по силам противника с полным сохранением военного потенциала. Эвмен смог быстро восстановить силы после снятия осады и присоединился к врагам Антигона. Последующие боевые действия Второй войны диадохов в Азии шли преимущественно между войсками Эвмена и Антигона.

### Исследования
- Дройзен И. Г. История эллинизма. — Ростов-на-Дону: Феникс, 1995. — Т. 2. — 544 с. — ISBN 5-85880-079-3.
- Колосов Д. В. Наследник Александра (некоторые аспекты полководческого искусства Эвмена Кардийского) // Проблемы истории, филологии, культуры. — 2007. — № 17. — С. 249—254. — ISSN 1992-0431.
- Шофман А. С. Распад империи Александра Македонского / Печатается по постановлению редакционно-издательского совета Казанского университета. Отв. редактор В. Д. Жигунин. — Казань: Издательство Казанского университета, 1984. — 224 с.
- Anson E. The Siege of Nora : A Source Conflict (англ.) // Greek, Roman, and Byzantine Studies[англ.]. — 1977. — Vol. 18, no. 3. — P. 251—256.
- Anson E. Eumenes of Cardia. A Greek among Macedonians (англ.). — 2nd. — Brill, 2015. — XVIII, 285 p. — (Mnemosyne Supplements, History and Archaeology of Classical Antiquity, vol. 383). — ISBN 978-90-04-29717-3.
- Billows R. Antigonos the One-eyed and the Creation of the Hellenistic State (англ.). — Berkeley; Los Angeles; London: University of California Press, 1997. — XIX, 515 p. — (Hellenistic Culture and Society, vol. 4). — ISBN 0-520-06378-3. — doi:10.1525/9780520919044.
- Romm J. Ghost on the Throne : The Death of Alexander the Great and the War for Crown and Empire (англ.). — New York: Alfred A. Knopf, 2011. — 368 p. — ISBN 978-0-307-27164-8.
- Waterfield R. Dividing the Spoils : The War for Alexander the Great's Empire (англ.). — New York: Oxford University Press, 2011. — XIX, 273 p. — ISBN 978-0-19-539523-5.